# Neofobi
Neofobi är en fobi för nya saker eller upplevelser. Den kan även kallas kainotofobi. Inom psykologin definieras neofobi som den ihållande och abnorma rädslan för allt nytt. I dess mildare form kan det utgöra en motvilja att testa nya saker eller gå emot rutinen. Det är vanligt förekommande hos små barn (som vill behålla den del av världen de känner till som den är) och äldre (som ofta levt länge i samma vanor och som inte vill lära sig nya).
Inom biomedicin associeras neofobi ofta med forskning om smak. Matneofobi är en viktig del inom pediatrisk psykologi. Neofobi är även vanligt hos åldrande djur, även om apati delvis kan förklara bristen på undersökande enheter som systematiskt observeras bland dem. Forskare menar att bristen på undersökande enheter förmodligen neurofysiologiskt berodde på dysfunktionen av nervbanor sammankopplade med delar av frontalloben som observeras under åldrandet.
Robert Anton Wilson teoretiserade i sin bok Prometheus Rising att neofobi är instinktivt hos människor efter att de blivit föräldrar och börjar uppfostra barn. Hans åsikter rörande neofobi är mestadels negativa, och han tror att det är anledningen till att mänskokulturen och människans idéer inte avancerar lika snabbt som tekniken. Hans modell innehåller en idé från Thomas Samuel Kuhns The Structure of Scientific Revolutions, det vill säga, att nya idéer, hur välbeprövade de än är, bara implementeras när de generationer som anser dem vara 'nya' dör, och ersätts av generationer som anser idén accepterad och gammal.

### Fotnoter
1. ↑  Svärdkrona, Zendry (8 september 2006). ”Vad heter fobin?”. http://www.aftonbladet.se. http://www.aftonbladet.se/halsa/psykestress/article10950460.ab. Läst 9 september 2012.